# Carmichaels
Carmichaels es un borough ubicado en el condado de Greene en el estado estadounidense de Pensilvania. En el año 2000 tenía una población de 556 habitantes y una densidad poblacional de 1,166 personas por km².

## Geografía
Carmichaels se encuentra ubicado en las coordenadas 39°53′52″N 79°58′30″O / 39.89778, -79.97500.

## Demografía
Según la Oficina del Censo en 2000 los ingresos medios por hogar en la localidad eran de $33,462 y los ingresos medios por familia eran $36,719. Los hombres tenían unos ingresos medios de $29,286 frente a los $20,125 para las mujeres. La renta per cápita para la localidad era de $14,979. Alrededor del 10.4% de la población estaba por debajo del umbral de pobreza.